# 12,7-mm-Flakvierling vz.53

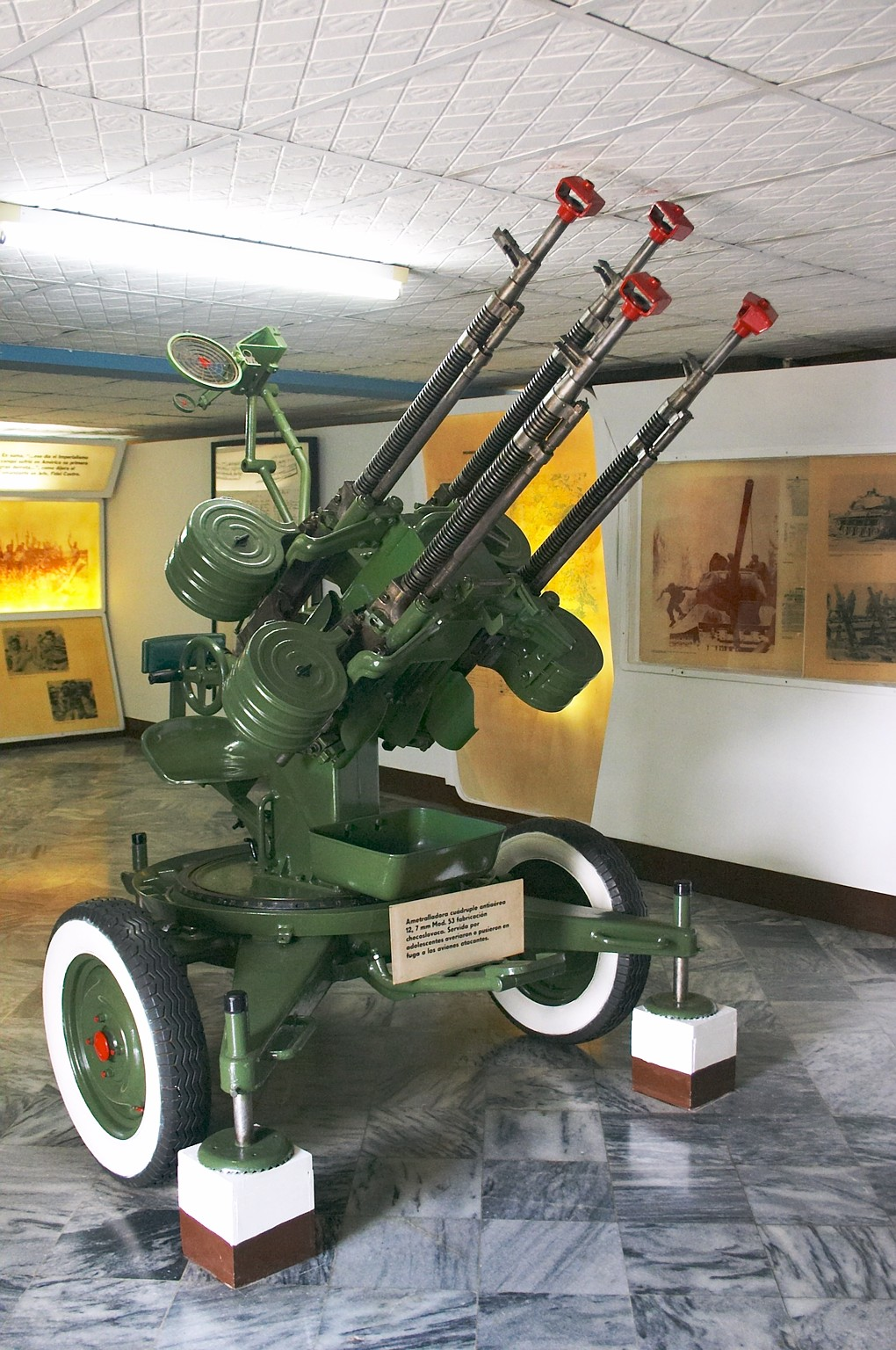
12,7-mm-Flakvierling vz. 53 mit Paradebereifung

Die 12,7-mm-Flakvierling vz. 53, auch 12,7-mm (Quad) AA Gun M53, ist eine tschechoslowakische Nachkriegsentwicklung einer leichten Flugabwehrkanone basierend auf dem sowjetischen 12,7-mm-sMG Modell 1938 DShK des Zweiten Weltkriegs.

## Entwicklung
Die Ausrüstung einiger kleinerer Länder in Osteuropa bestand am Ende des Zweiten Weltkrieges oft aus einer Mischung von Beutewaffen aus deutscher Fertigung und sowjetischer Technik. Die tschechoslowakische Armee hatte in den frühen Jahren nach dem Zweiten Weltkrieg auch eine große Zahl deutscher 2-cm-Flakvierling 38 im Bestand und die eigenen Verbände waren entsprechend organisiert. Wie bei anderen westlichen Waffen war jedoch im beginnenden Kalten Krieg nicht mit einer Versorgung mit Munition aus westlicher Fertigung zu rechnen. Die eigene Rüstung war bereits auf die Kopien sowjetischer Baumuster umgestellt und eine modernisierte Variante des 12,7-mm-Maschinengewehr DSchKM, das Modell 1938/46, wurde bereits gefertigt.
Die Entscheidung eine Waffe zu schaffen, welche dem Einsatzkonzept der Flakvierling 38 folgte, lag für die tschechoslowakische Armee nah. Man kombinierte also vier der schweren Maschinengewehre aus eigener Fertigung auf einer verhältnismäßig einfachen Lafettierung und platzierte den Richtschützen hinter dem Sockel. Dieser Entwurf wurde als vz.53 (Modell 53/M53) im Jahr 1953 eingeführt.
Ebenfalls als tschechoslowakische Flugabwehrwaffe aus dem Jahr 1953 bekannt, ist die Praga PLDvK vz. 53/59 die beim Flugabwehrsystem M53/59 Praga mit dem Kaliber 30 × 210 mm genutzt wurde.

## Technische Beschreibung
Die vz.53 wird häufig mit der sowjetischen 14,5-mm-Flugabwehrkanone ZPU-4 verglichen, doch das geringere Kaliber von 12,7-mm und die damit einhergehende kleinere Treibladung der kleineren Patrone, führten zu einer geringeren Reichweite und einer geringeren Wirkung im Ziel. Setzt man jedoch den Vergleich weiter fort erkennt man schnell einen Vorteil der vz.53, das geringe Gewicht.

## Galerie

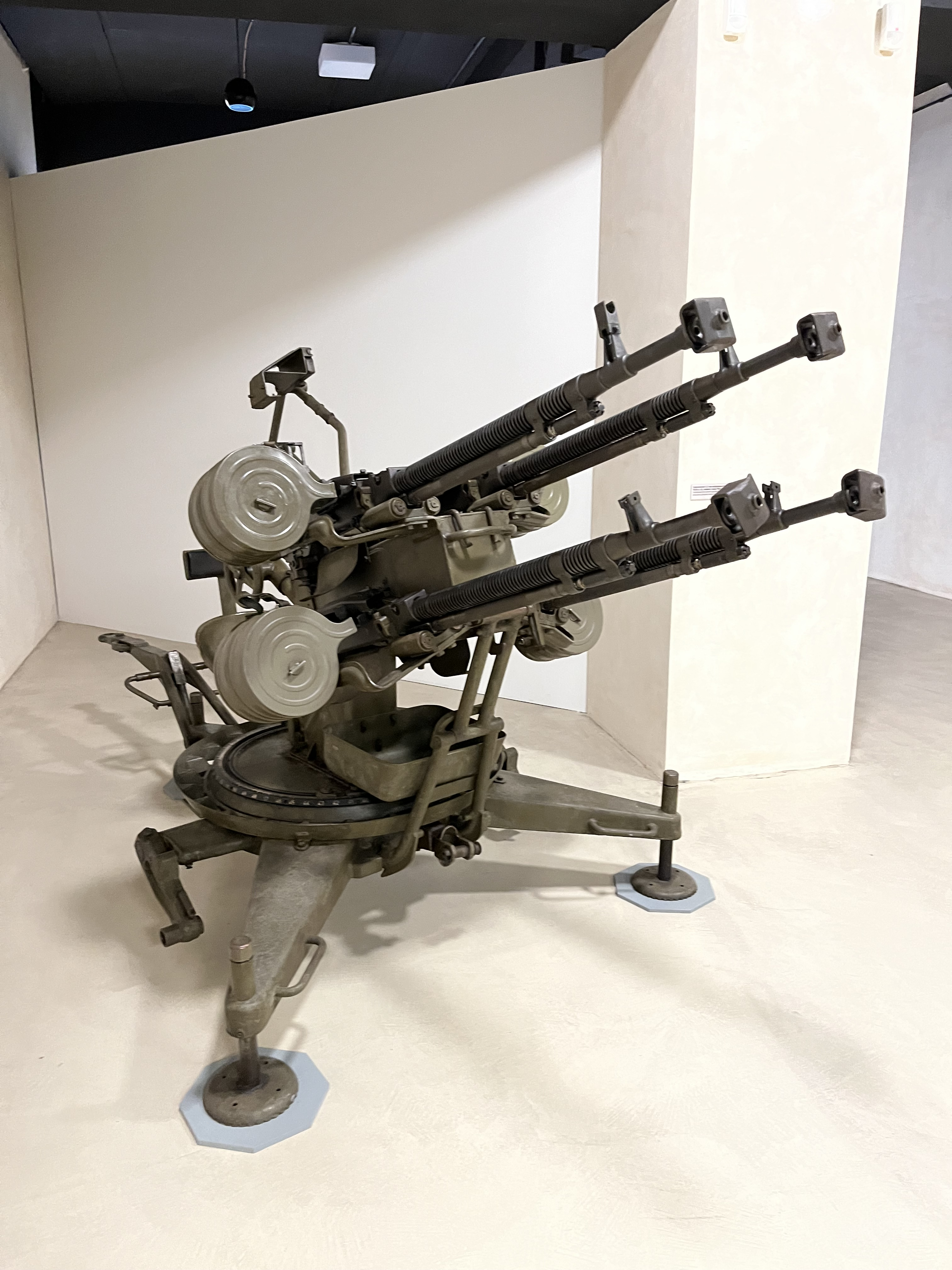
Ansicht linke Seite 12,7-mm-AA Gun vz.53
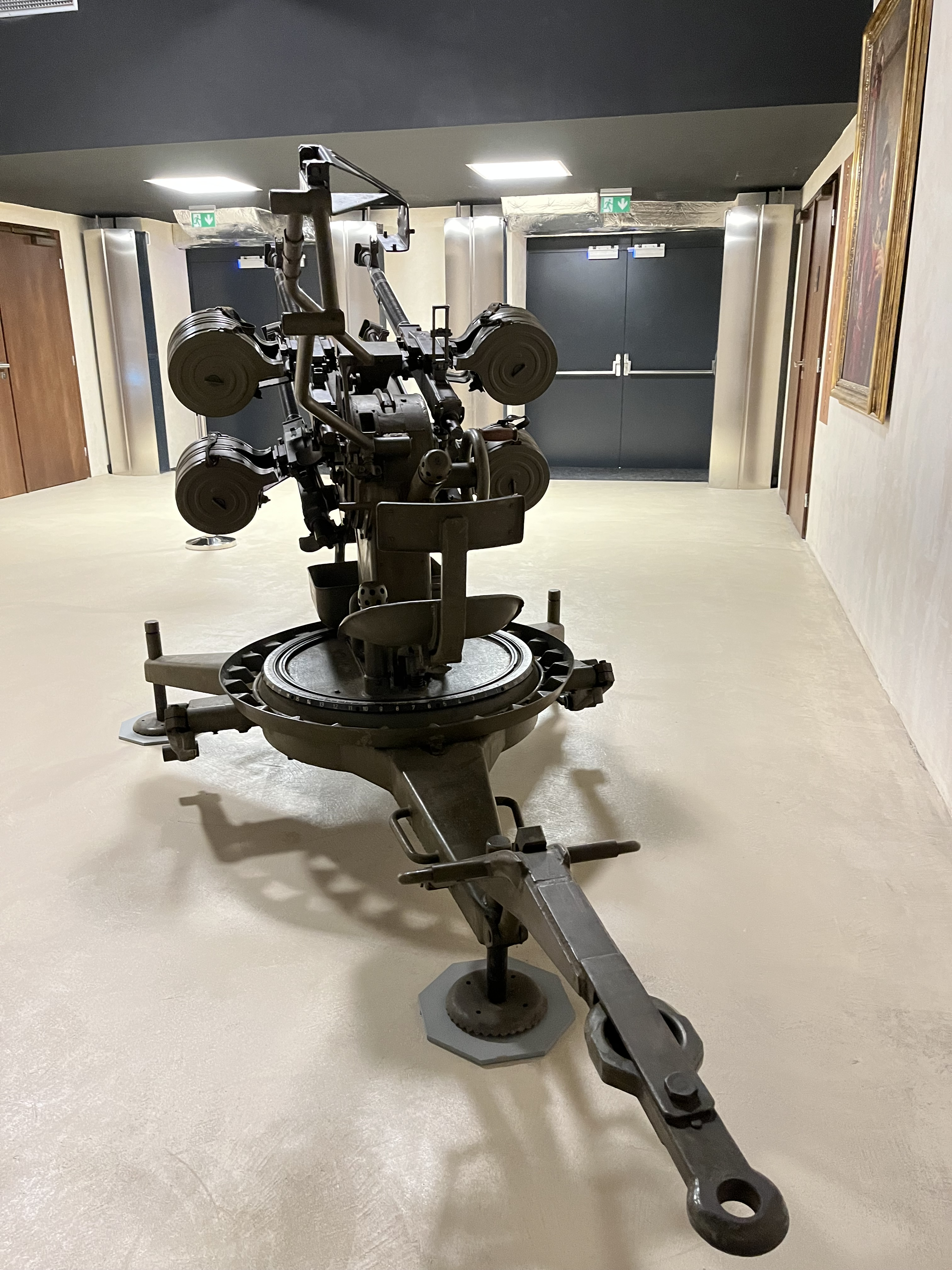
Ansicht von hinten 12,7-mm-AA Gun vz.53
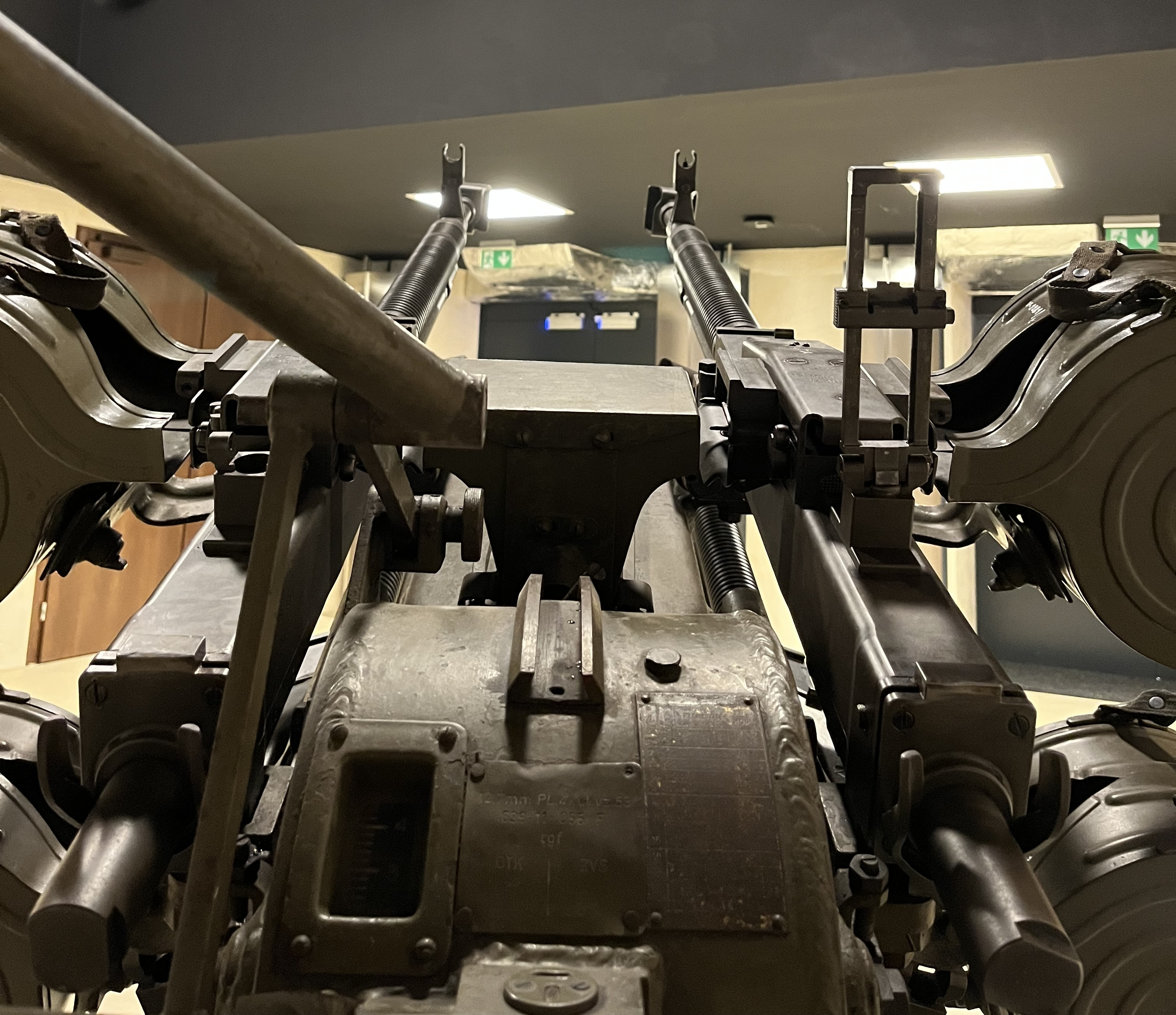
Sichtfeld des Schützen 12,7-mm-AA Gun vz.53
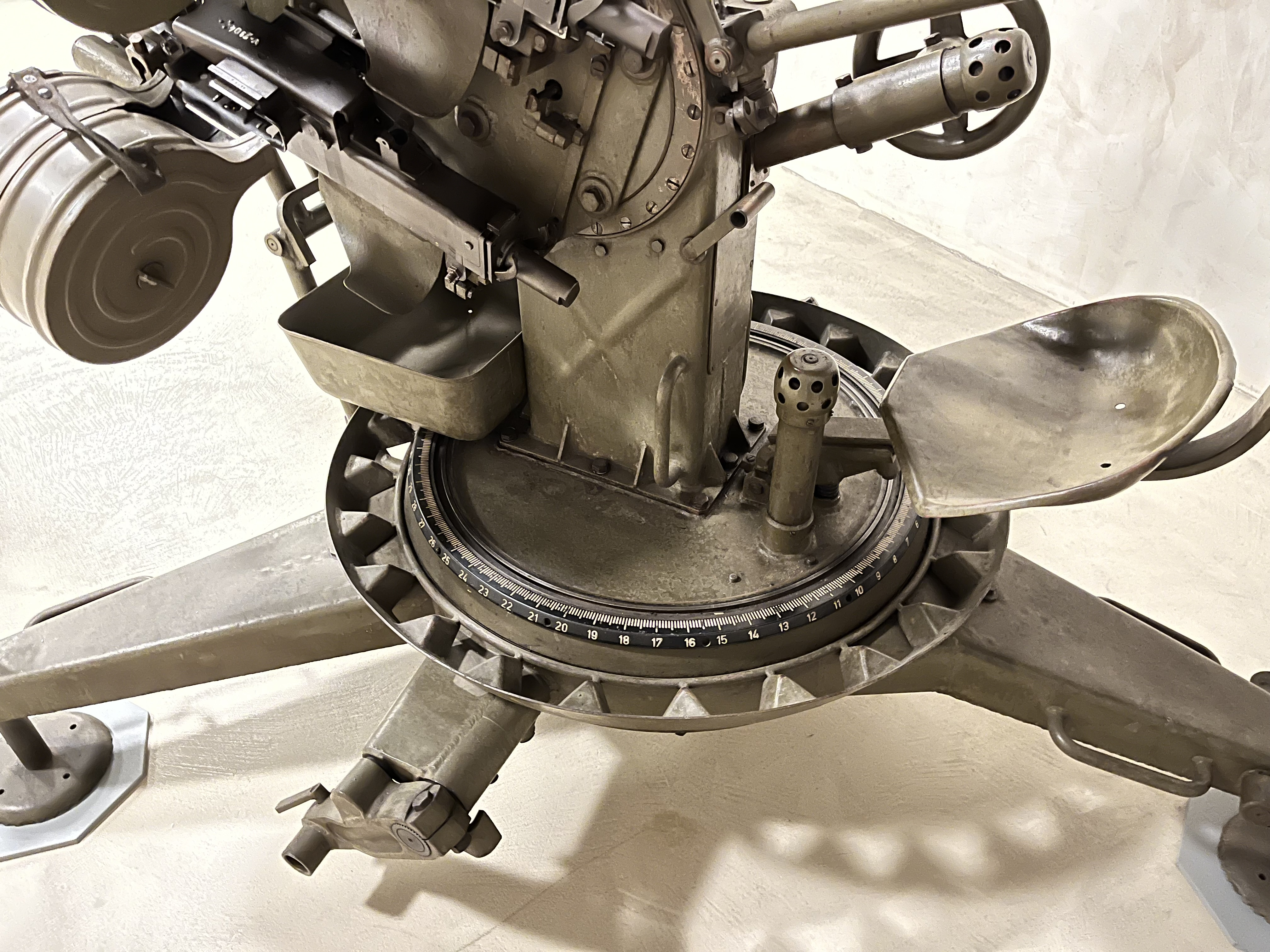
Untere Lafettierung 12,7-mm-AA Gun vz.53

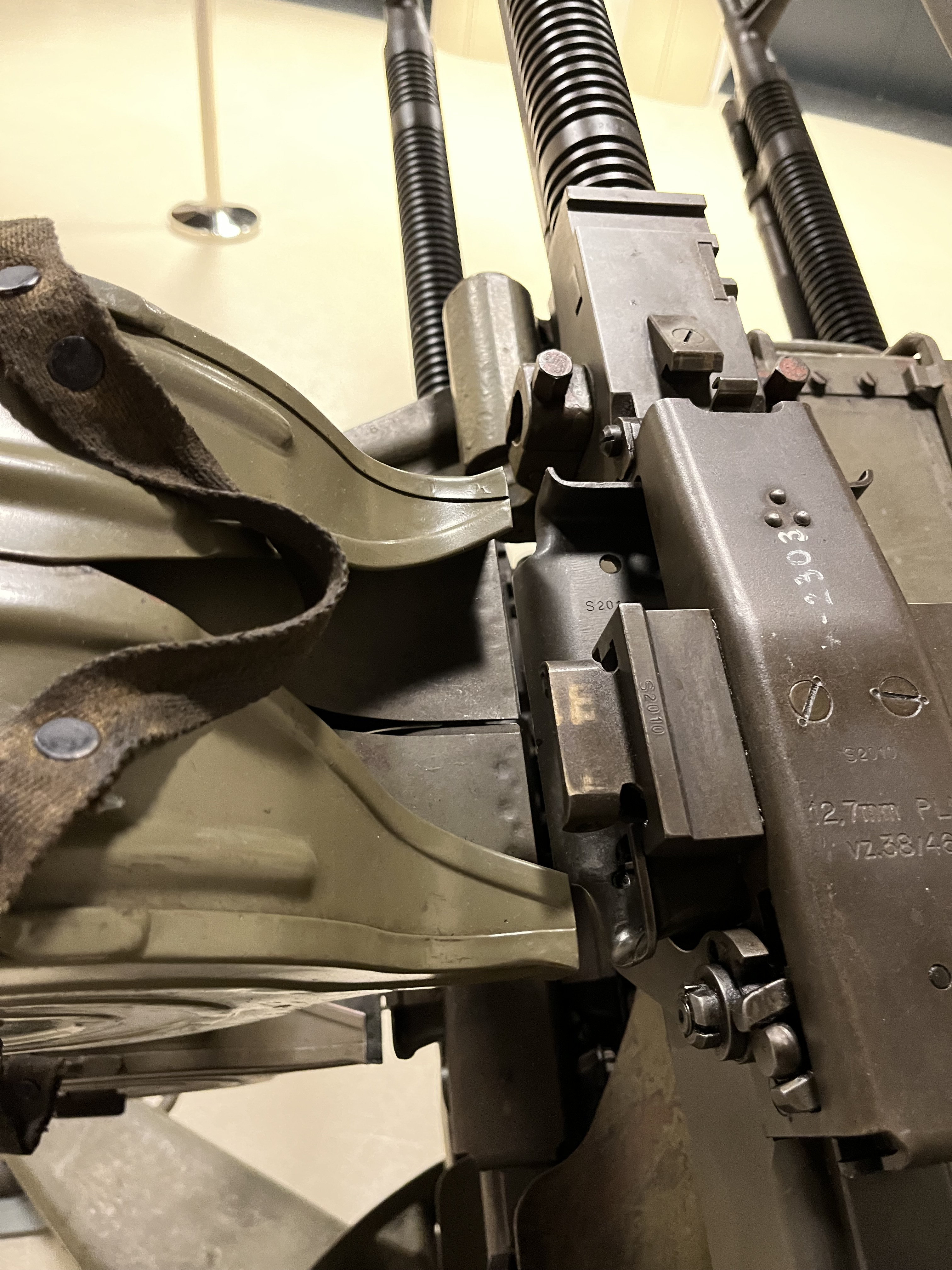
Detailansicht Patronenzuführung 12,7-mm-AA Gun vz.53
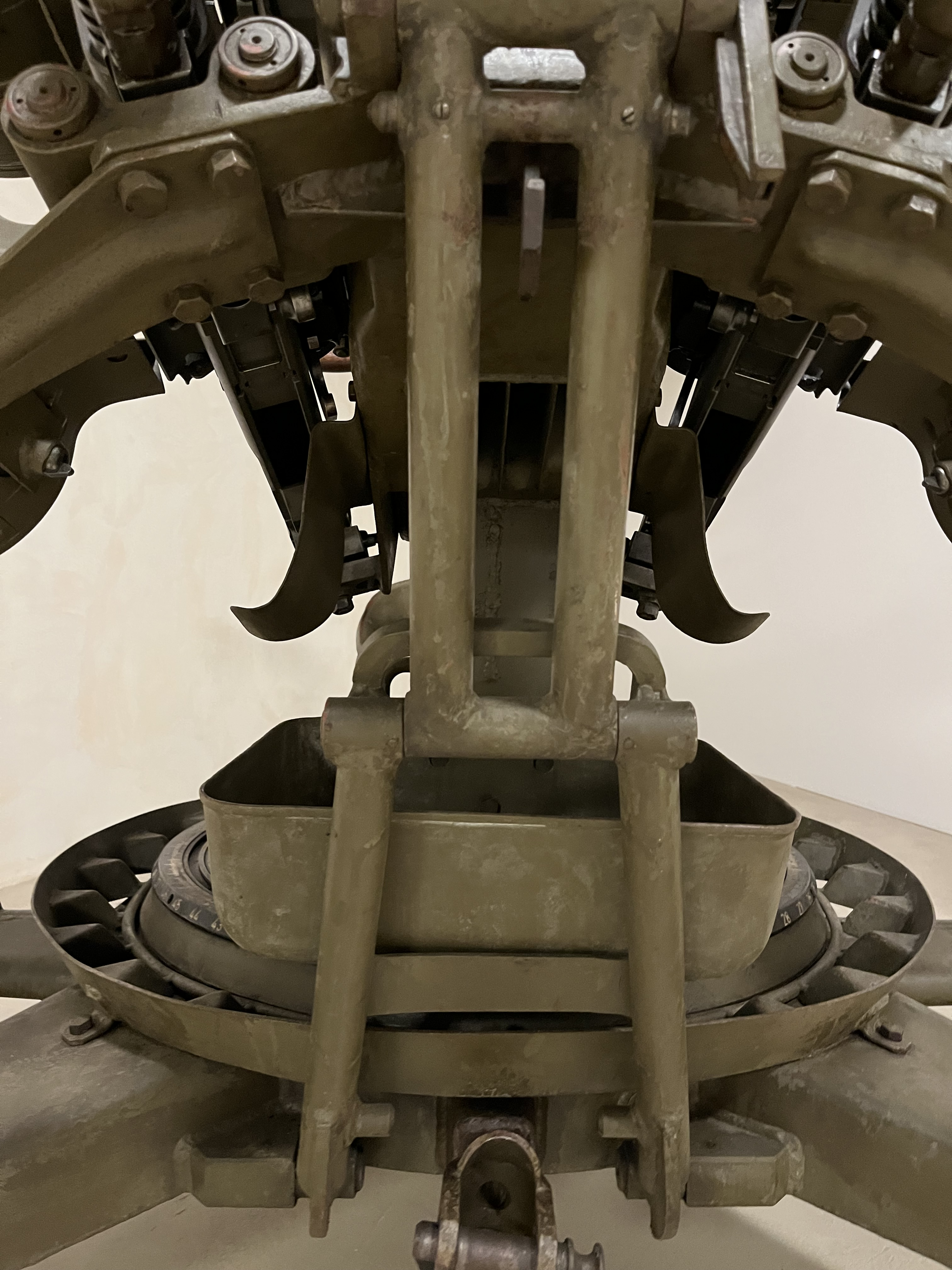
Frontansicht Lafette 12,7-mm-AA Gun vz.53
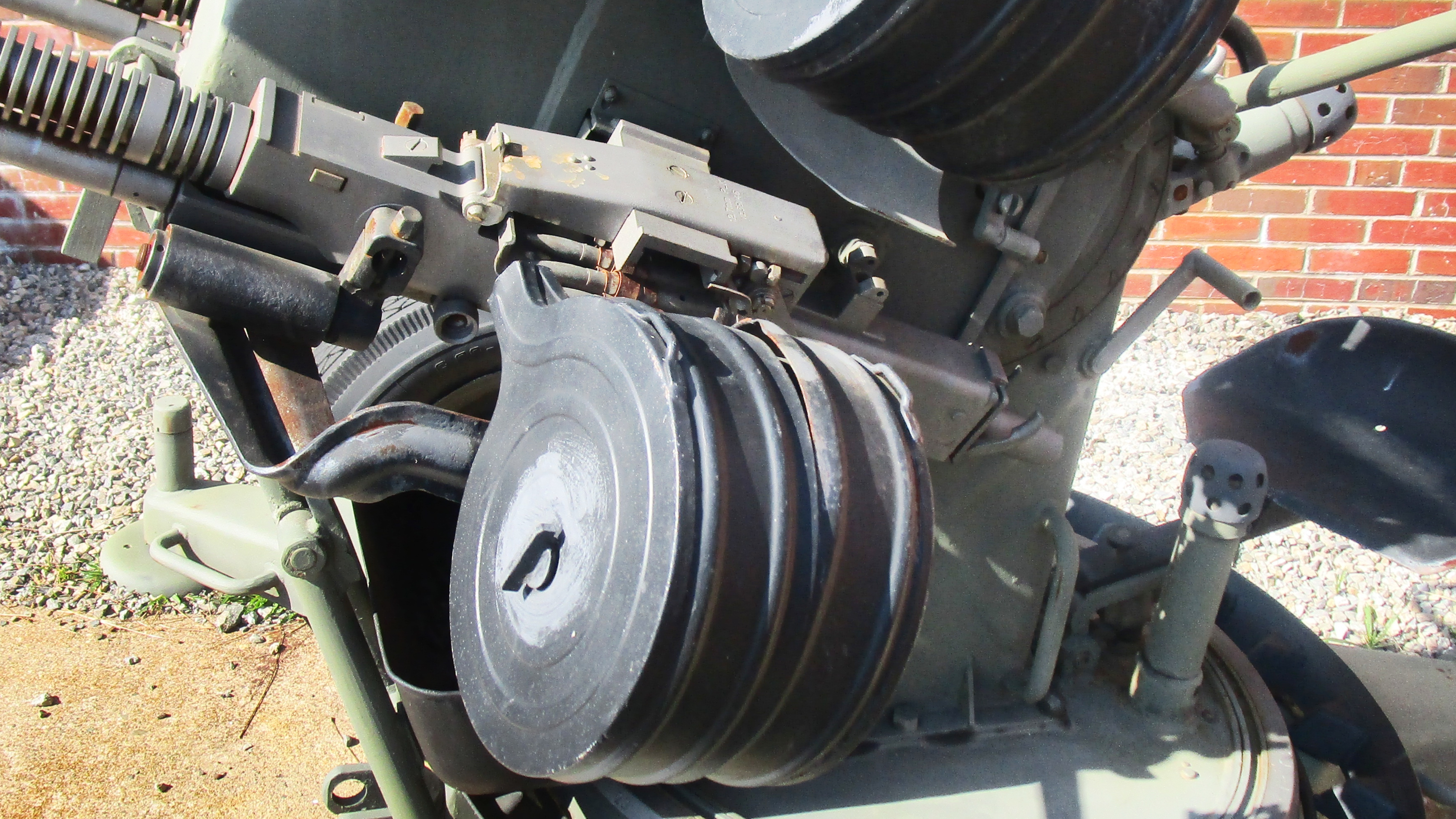
Trommelmagazin am 12,7-mm-Flakvierling vz. 53
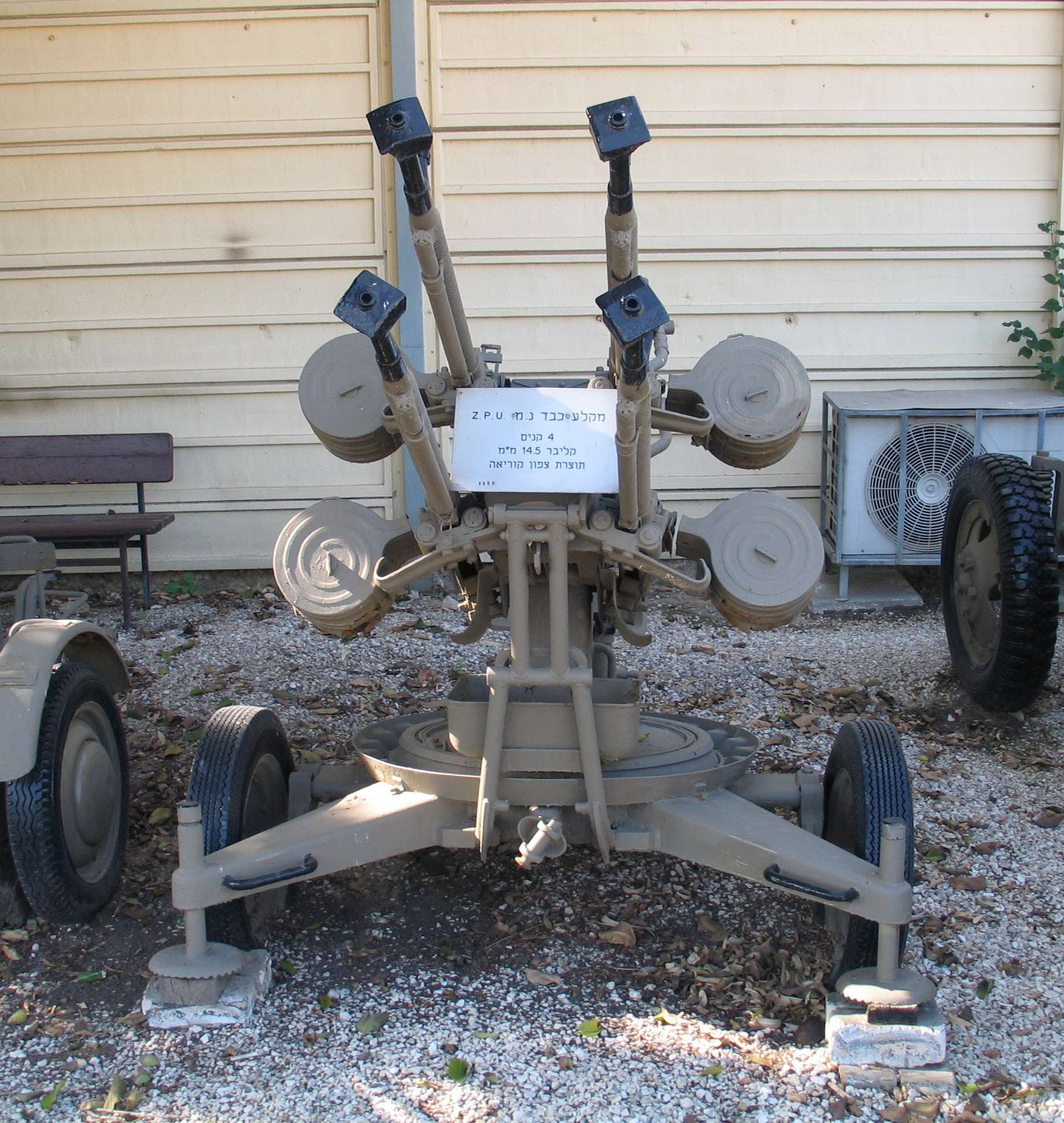
12,7-mm-Flakvierling vz. 53 mit Transportbereifung

## Einsatz

### Tschechoslowakei
Die vz.53 diente als Nahbereichswaffe zur Luftabwehr. Sie wurde gemeinsam mit der schwereren 30-mm-Flugabwehrkanone vz.53/59, die als gezogene lafettierte Waffe und als Selbstfahrlafette M53/59 Praga zum Einsatz kam, in den Verbänden der Luftverteidigung eingesetzt. Dabei schloss die Waffe eine Lücke, da die 30-mm-Flugabwehr nicht im direkten Nahbereich einsetzbar war.
Mit der Ausrüstung der westlichen, also potentiell gegnerischen, NATO-Streitkräfte mit sehr schnell anfliegenden Strahltriebflugzeugen (umgangssprachlich Düsenjägern) sah man in der tschechoslowakischen Armee für diese ausschließlich manuell gesteuerten Geschütze keinen Einsatzwert mehr. Und die Masse der vz.53 wurde zu Beginn der 1960er Jahre abgegeben. Die letzten Systeme wurde Anfang der 1970er-Jahre durch die 9K32 Strela-2 ersetzt.

### Andere Einsatzländer
- Kuba – 1961–1990, geliefert von der Tschechoslowakei
- Ägypten – unbekannte Menge 1955 von der Tschechoslowakei geliefert
- Vietnam – unbekannte Menge von der Tschechoslowakei geliefert
- Angola – geliefert von Kuba
- Grenada – geliefert von Kuba
- Nicaragua – geliefert von Kuba
- Syrien
- Irak

## Varianten
Es ist bekannt, dass dieses Geschütz, wie auch andere Luftabwehrsysteme, auf den Ladeflächen von Lastkraftwagen montiert wurde. Typisches Zugfahrzeug war der GAZ-69-Lastkraftwagen (4×4).
In der ägyptischen Armee wurden die vz.53 teilweise auf die leichtgepanzerten BTR-152 montiert, um den eigenen Truppen auf dem Marsch eine Möglichkeit zur Luftabwehr im Nahbereich und eine höhere Feuerkraft zur Unterstützung von Bodentruppen zu geben.